# U.S.D. Calcio Rudianese
Unione Sportiva Oratorio Calcio Rudianese (nơi Calcio  đại diện của USO Calcio cũ) là một câu lạc bộ bóng đá của Ý nằm ở Rudiano, Lombardy.

## Lịch sử
Câu lạc bộ được thành lập vào năm 1961 với tên ACD Rudianese.
Vào năm 2010, đội được thăng cấp lên Serie D từ Eccellenza Lombardy và gia nhập lực lượng với USO Calcio  và ASD Urago D'Oglio, nhưng chỉ đến mùa hè năm 2011, việc sáp nhập mới trở thành chính thức với tên gọi hiện tại.
Sau khi kết thúc mùa giải 2011-12, nó đã không kháng cáo loại trừ Hội đồng Liên bang và nó bị rớt xuống Promozione Lombardy.

## Màu sắc và huy hiệu
Màu sắc của câu lạc bộ là màu vàng và màu xanh lá cây.